# Montigny-sur-Armançon
Montigny-sur-Armançon är en kommun i departementet Côte-d'Or i regionen Bourgogne-Franche-Comté i östra Frankrike. Kommunen ligger i kantonen Semur-en-Auxois som tillhör arrondissementet Montbard. År 2022 hade Montigny-sur-Armançon 157 invånare.

## Befolkningsutveckling
Antalet invånare i kommunen Montigny-sur-Armançon
Referens:INSEE